# Крістіан Арнстад
Крістіан Фредрік Мальт Арнстад (норв. Kristian Fredrik Malt Arnstad, нар. 7 вересня 2003, Осло) — норвезький футболіст, півзахисник данського клубу «Орхус» і молодіжної збірної Норвегії.

## Ігрова кар'єра

### Клубна
Крістіан Арнстад народився у столиці Норвегії — Осло. Футболом почав займатися у клубах «Хемінг» і «Стабек». У 2019 році Арнстад перебрався до Бельгії, де приєднався до академії столичного клубу «Андерлехт». Починав грати у молодіжній команді. У серпні 2020 року Крістіан дебютував у основі у матчах Ліги Жупіле. Контракт норвезького півзахисника з бельгійським клубом розрахований до 2023 року.
31 серпня 2024 року перейшов у данський клуб «Орхус».

### Збірна
З 2018 року Крістіан Арнстад є гравцем юнацьких збірних Норвегії.